# NGC 138
NGC 138 (również PGC 1889 lub UGC 308) – galaktyka spiralna (Sa), znajdująca się w gwiazdozbiorze Ryb. Odkrył ją Albert Marth 29 sierpnia 1864.